# WD J0914+1914
WD J0914+1914 är en ensam stjärna i mellersta delen av stjärnbilden Kräftan. Den kräver ett kraftfullt teleskop för att kunna observeras. Baserat på uppskattad parallax på ca 2,2 mas, beräknas den befinna sig på ett avstånd på ca 2 000 ljusår (ca 625parsek) från solen. Den rör sig närmare solen med en heliocentrisk radialhastighet på ca -47 km/s.

## Egenskaper
WD J0914+1914 är en blå till vit dvärgstjärna av spektralklass DA, Den har en massa som är ca 0,56 solmassa, en radie som är ca 0,015 solradie och har  en effektiv temperatur av ca 27 700 K.
Systemet identifierades initialt av Sloan Digital Sky Survey (SDSS) som en kataklysmisk variabel på basis av svaga Hα-emissioner i spektrumet. Efter närmare inspektion upptäckte teamet syre- och svavellinjer i SDSS-spektrumet. Teamet fick sedan spektroskopiska uppföljningsobservationer med X-Shooter på ESO:s Very Large Telescope. Spektrumen bekräftade de tidigare observationerna av SDSS och fann ytterligare linjer.

## Planetsystem

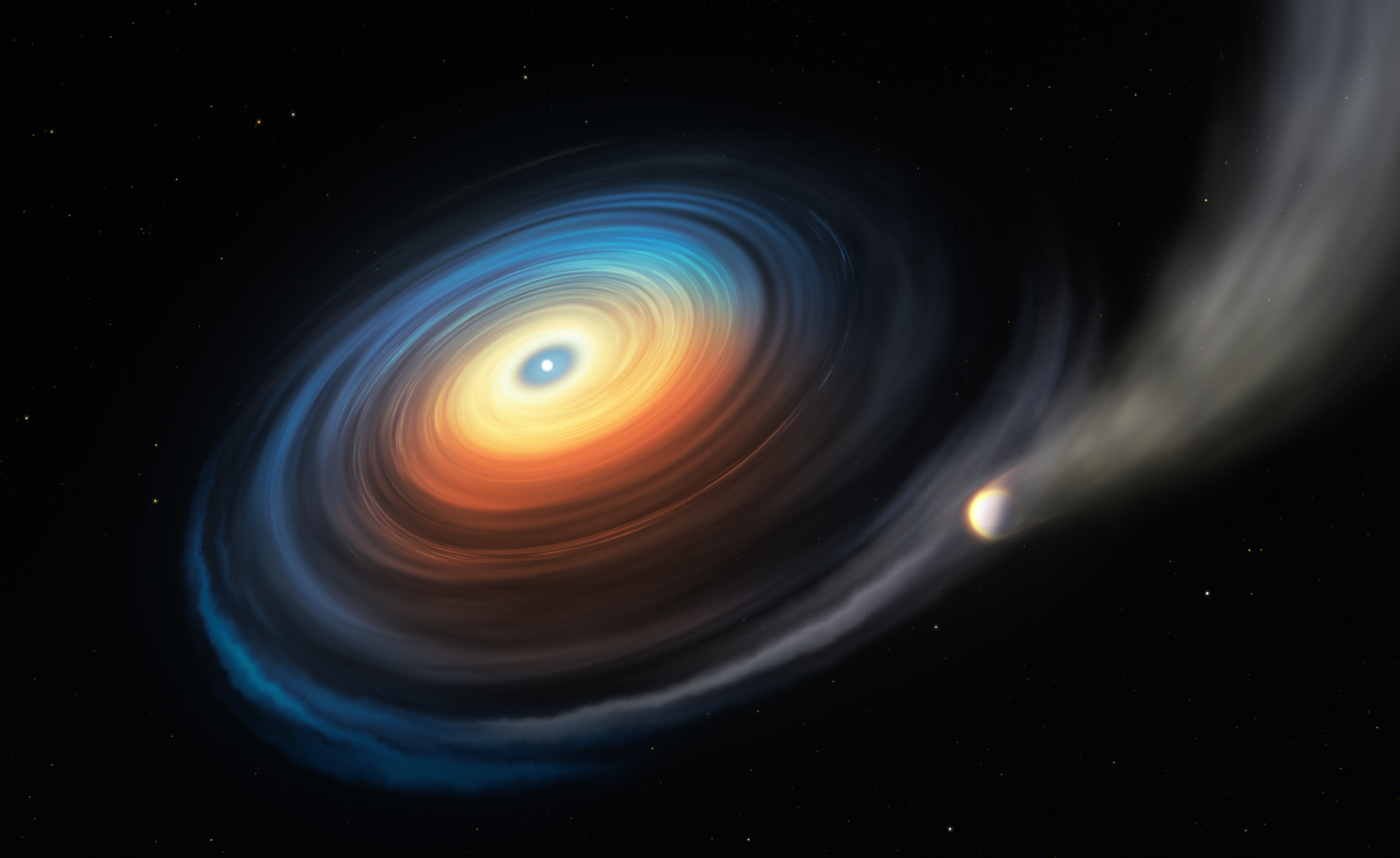
Vit dvärg WD J0914+1914 och dess Neptunusliknande exoplanet

Dammiga och gasformiga stoftskivor runt vita dvärgar är kända, men de domineras av kalciumlinjer och ingen tidigare skiva runt en vit dvärg har visat Hα-emission. Alla tidigare skivor runt vita dvärgar härstammar från steniga planetkroppar. Storleken på skivan runt WD J0914+1914 mättes med hjälp av Doppler-bredbandiga emissionslinjer. Skivan runt den vita dvärgen är för stor (ca 1-10 solradier) för att bildas av en liten mindre planet, som var tidvattenstörd inuti Roche-radien. Teamet kunde också utesluta ansamling av material från en följeslagare eller brun dvärg.
Den mest rimliga förklaringen är en donerande jätteplanet, som kretsar nära den vita dvärgen. Atmosfären på planeten förångas av stark ultraviolett strålning från den heta vita dvärgen. Planeten är troligen cirka 15 solradier från den vita dvärgen och kretsar runt den med en omloppsperiod av 10 dygn. Sammansättningen av det anhopade materialet visar likhet med vissa djupare lager av isjättarna i solsystemet. Teamet uppskattade att planeten vid WD J0914+1914 under loppet av cirka 350 miljoner år kommer att förlora cirka 0,04 Neptunusmassor, en försumbar mängd. Under tiden kommer dvärgen att fortsätta svalna.